# Шарій Іван Григорович
Іван Григорович Шарій (нар. 24 листопада 1957, Полтава, Українська РСР, СРСР) — український футболіст, нападник і тренер. Майстер спорту СРСР. З 2007 року — тренер ДЮСШ ім. Горпинка (Полтава).
Був володарем трьох рекордів вищої ліги України: найстарший гравець, найстарший дебютант і як найстарший бомбардир. В 2013 році рекорд найстаршого гравця побив воротар Ігор Шуховцев, а в 2014 році президент і гравець донецького «Олімпіка» Владислав Гельзін побив інші два рекорди.
У 2009 році визнаний найкращим гравцем століття в Полтавській області.

## Клубна кар'єра
Вихованець полтавського футболу. Перші тренери — А. Витков, І. І. Горпинко. Почав професійну кар'єру в полтавському клубі «Колос». Дебютував на майстерному рівні 4 травня 1974 року в матчі проти житомирського «Автомобіліста», вийшовши на заміну у другому таймі. Гра проходила в Решетилівці, оскільки полтавський стадіон «Колос» був на черговій реконструкції. «Колос» здобув перемогу з рахунком 3:1. Перший гол забив 7 травня 1974 року в Кременчуці у ворота вінницького «Локомотива». Пізніше виступав за «Динамо» Київ, але закріпитися в основному складі він не зумів, провівши за киян лише дві гри у Вищій лізі чемпіонату СРСР.
Грав за команди «Чорноморець» (Одеса), «Динамо» (Мінськ), «Металург» (Запоріжжя), «Ністру» (Кишинів). У 1987 році повернувся у відроджену «Ворсклу». Погравши в Полтаві три сезони, перейшов в болгарський клуб «Етир». У 1991 році перейшов у вінницьку «Ниву». Після розпаду СРСР грав за клуби Аматорської ліги, а також за «Кремінь», «Гірник-спорт» та «Ворсклу». Бронзовий призер Чемпіонату України сезону 1996—1997 років у складі полтавчан. Прощальний матч Шарія відбувся 1 травня 2001 на стадіоні «Ворскла».

## Статистика
| Сезон              | Клуб                   | Ліга               | Чемпіонат | Чемпіонат | Кубок | Кубок | Єврокубки | Єврокубки |
| Сезон              | Клуб                   | Ліга               | Ігри      | Голи      | Ігри  | Голи  | Ігри      | Голи      |
| ------------------ | ---------------------- | ------------------ | --------- | --------- | ----- | ----- | --------- | --------- |
| 1976               | «Динамо» (Київ)        | вища               | 2         | 0         | —     | —     | —         | —         |
| 1980               | «Динамо» (Київ)        | вища               | —         | —         | 4     | 0     | —         | —         |
| 1980               | «Чорноморець»          | вища               | 3         | 0         | —     | —     | —         | —         |
| 1981               | «Чорноморець»          | вища               | 24        | 7         | 7     | 4     | —         | —         |
| 1982               | «Чорноморець»          | вища               | 30        | 6         | 2     | 0     | —         | —         |
| 1983               | «Чорноморець»          | вища               | 24        | 3         | —     | —     | —         | —         |
| 1984               | «Чорноморець»          | вища               | 26        | 6         | 4     | 2     | —         | —         |
| 1985               | «Чорноморець»          | вища               | 9         | 3         | —     | —     | 1         | 0         |
| 1989-90            | «Етир»                 | група А            | 12        | 2         | 4     | 2     | —         | —         |
| 1996-97            | «Ворскла»              | вища               | 29        | 8         | 4     | 2     | —         | —         |
| 1997-98            | «Ворскла»              | вища               | 8         | 1         | —     | —     | 1         | 0         |
| 1998-99            | «Ворскла»              | вища               | 9         | 1         | 2     | 0     | —         | —         |
| Усього             | Усього                 | Д-1                | 176       | 38        | 27    | 10    | 2         | 0         |
| 1978               | «Динамо» (Мінськ)      | перша              | 19        | 4         | 2     | 0     | —         | —         |
| 1979               | «Металург» (Запоріжжя) | перша              | 43        | 31        | 5     | 1     | —         | —         |
| 1980               | «Металург» (Запоріжжя) | перша              | 32        | 18        | —     | —     | —         | —         |
| 1986               | «Ністру»               | перша              | 33        | 8         | 2     | 0     | —         | —         |
| 1992-93            | «Ворскла»              | перша              | 4         | 1         | —     | —     | —         | —         |
| 1995-96            | «Ворскла»              | перша              | 36        | 19        | 2     | 2     | —         | —         |
| 1997-98            | «Кремінь»              | перша              | 19        | 10        | —     | —     | —         | —         |
| Усього             | Усього                 | Д-2                | 186       | 91        | 11    | 3     | 0         | 0         |
| 1974               | «Колос»                | друга              | 17        | 2         | —     | —     | —         | —         |
| 1975               | «Колос»                | друга              | 16        | 11        | —     | —     | —         | —         |
| 1978               | «Колос»                | друга              | 3         | 1         | —     | —     | —         | —         |
| 1987               | «Ворскла»              | друга              | 49        | 22        | —     | —     | —         | —         |
| 1988               | «Ворскла»              | друга              | 45        | 20        | —     | —     | —         | —         |
| 1989               | «Ворскла»              | друга              | 43        | 21        |       |       | —         | —         |
| 1990               | «Ворскла»              | друга              | 15        | 9         |       |       | —         | —         |
| 1991               | «Нива» (Вінниця)       | друга              | 38        | 15        | 2     | 1     | —         | —         |
| 1997-98            | «Ворскла-2»            | друга              | 4         | 1         | —     | —     | —         | —         |
| 1997-98            | «Гірник-спорт»         | друга              | 2         | 0         | —     | —     | —         | —         |
| 1998-99            | «Ворскла-2»            | друга              | 8         | 2         | —     | —     | —         | —         |
| Усього             | Усього                 | Д-3                | 240       | 104       | 2     | 1     | 0         | 0         |
| Загалом за кар'єру | Загалом за кар'єру     | Загалом за кар'єру | 602       | 233       | 40    | 14    | 2         | 0         |
| 1992-93            | «Граніт» (Шаргород)    | ААФУ               |           | 3         | —     | —     | —         | —         |
| 1993-94            | «Бірзула» (Котовськ)   | ААФУ               | 10        | 0         | —     | —     | —         | —         |
| 1994-95            | «Бірзула» (Котовськ)   | ААФУ               | 3         | 0         | —     | —     | —         | —         |

Статистика виступів у єврокубках:
| №1 18.09.1985 Кубок УЄФА |

| «Чорноморець»            | 2 — 1 | «Вердер» |
| ------------------------ | ----- | -------- |
| Юрченко 13' Щербаков 42' | Звіт  | Маєр 48' |

| Центральний стадіон ЧМП (Одеса) Глядачів: 40 900 |

«Ч»: Гришко, Романчук, Ковач, Іщак, Плоскина, Савельєв (Шарій), Спіцин, Щербаков, Пасулько, Юрченко (Жарков), Морозов. Тренер: Прокопенко.
«В»: Бурденскі, Шааф, Окудера, Кутцоп, Пеццай, Рулендер, Сідка, Вотава, Феллер, Нойбарт, Маєр. Тренер: Рехагель.
| №2 12.08.1997 Кубок УЄФА |

| «Андерлехт»             | 2 — 0 | «Ворскла» |
| ----------------------- | ----- | --------- |
| Петерсен 18' Стойка 90' | Звіт  |           |

| «Констант Ванден Сток» (Брюссель) |

«А»: Мілоєвич, Шифо, Груїч, Гор (Тібор Шеймеш), Дедене, Зеттерберг, Петерсен, Джонсон (де Бук), Катана, Олісе, Ящук (Стойка). Тренер: Вандерейкен.
«В»: Ковтун, Головко, Леженцев, Мачоган, Даїл, Омельчук, Кислов (Кобзар), Хомин (Дичко), Костюк, Антюхін, Чуйченко (Шарій). Тренер: Пожечевський.